# SIL Open Font License
De SIL Open Font License is een licentie voor lettertypes, opgesteld door SIL International. De OFL staat toe de betreffende lettertypes vrij te kopiëren, te gebruiken, te veranderen en te verspreiden. Een afgeleid lettertype mag echter, tenzij toestemming is verleend door de copyright-houder, niet dezelfde naam dragen als het origineel; ook mag een OFL-gelicenseerd lettertype niet individueel verkocht worden. Een document waarin een OFL-gelicenseerd lettertype voorkomt, valt niet onder de OFL; dit geldt alleen voor het lettertype zelf. Een afgeleid lettertype moet in alle gevallen gelicenseerd worden onder de OFL.
De doelen van de OFL zijn het stimuleren van wereldwijde ontwikkelingen van gezamenlijke lettertype-projecten, het steunen van academische en taalkundige gemeenschappen, en het bieden van een vrij en open kader waarin lettertypes gedeeld en verbeterd kunnen worden in samenwerking met anderen.
Voorbeelden van onder de OFL gelicenseerde lettertypes zijn Gentium en Linux Libertine.